# 행복한 아침, 여기는 제주입니다
김효정의 행복한 아침, 여기는 제주입니다는 TBN 제주교통방송(제주 FM 105.5㎒, 광해악 FM 105.5㎒, 서귀포 FM 105.9㎒)에서 주말 아침 9시부터 10시 55분까지 방송되는 제주 전 지역의 7080 가요, 8090 가요 프로그램이다.

## 프로그램 소개
- 주말 아침에 마음의 여유를 가지고 차분하게 하루를 시작할 수 있도록 편안하고 즐거운 소식을 전하며, 주말에 즐길 수 있을만한 날씨, 지역 문화예술 소식도 함께 전달한다. 또한 주말 아침시간대 주요지점의 교통정보 제공과 함께 70, 80, 90년대를 아우르는 인기곡 위주의 선곡을 통해 상쾌한 아침의 편안한 동반자가 되고자 한다.

## 요일 코너

### 토요일
- 고민잇수다 : 여러분의 고민을 듣고 해결책을 제시해드립니다 (강미라 상담센터 강미라 센터장)
- 책방에서 : 여운을 주는 책 한 페이지를 나눠봅니다

### 일요일
- 일요일 아침의 ㅋㅋㅋ : 웃음을 주는 퀴즈와 이야기
- 효디와 함께 안단테 : 일상에서 얻는 소소한 생각을 공유하는 시간